# Wilhelmus Johannes Karsten
Wilhelmus Johannes Karsten (Utrecht, 10 juni 1842 - Den Haag, 31 maart 1921) was een Nederlands jurist. Karsten was van 1904 tot 1911 raadsheer in de Hoge Raad der Nederlanden.
Karsten werd geboren te Utrecht als zoon van Simon Karsten, hoogleraar bespiegelende wijsbegeerte en letteren aan de Universiteit Utrecht en rector magnificus van 1846 tot 1847; zijn moeder was Barbara Schade van Westrum. Hij studeerde rechten aan de Universiteit Utrecht van 1860 tot 1867; hij promoveerde te Utrecht op 22 juni 1867 op het proefschrift De terugwerkende kracht der vervulde voorwaarden bij verbintenissen. Na zijn promotie werd hij griffier bij het kantongerecht Nieuwer-Amstel en in 1871 rechter bij de rechtbank Brielle. In 1876 werd hij rechter bij de rechtbank Rotterdam en in 1890 raadsheer bij het Gerechtshof Den Haag.
Op 2 mei 1904 werd Karsten door de Hoge Raad bovenaan de aanbeveling geplaatst voor een vacature die was ontstaan door het pensioen van raadsheer jhr. B.C. de Jonge. De Tweede Kamer nam de aanbeveling ongewijzigd over op haar voordracht en de benoeming volgde op 4 juni. Op 1 september 1911 werd Karsten op verzoek ontslag verleend als raadsheer.
Karsten was op 11 november 1880 te Den Haag getrouwd met Bertha Amalia Miquel. Hij overleed in 1921 op 79-jarige leeftijd.